# Bomba odłamkowa 12,5 kg PuW
Bomba odłamkowa 12,5 kg PuW – niemiecka bomba odłamkowa wagomiaru 12,5 kg. Około 15 000 sztuk tych bomb zdobyto na opanowanym w czasie powstania wielkopolskiego poznańskim lotnisku Ławica i były następnie używane przez polskie Lotnictwo Wojskowe.
Bomba odłamkowa 12,5 kg PuW miała kroplowy korpus zakończony statecznikiem. Elaborowana była mieszaniną dinitrotoluenu z dinitronaftalenem i  trinitronaftalenem. Bomba była uzbrajana zapalnikiem głowicowym. Zapalnik był zabezpieczony wyjmowaną przed lotem zawleczką. Uzbrojenie zapalnika po zrzucie następowało pod wpływem siły odśrodkowej wirującej wokół osi podłużnej bomby (ruch wirowy osiągnięto dzięki odpowiedniemu kształtowi brzechw). Bomba mogła być podwieszana w pozycji poziomej (na grzybku zamocowanym do pierścienia na wysokości środka ciężkości) lub pionowej (na uszku przymocowanym do brzechw).
Bomba odłamkowa 12,5 kg PuW miała trzy wersje:
- dzienna - z korpusem malowanym na szaro. W tylnej części bomby znajdował się pojemnik z płynnym środkiem sygnalizacyjnym. Minimalna wysokość zrzutu 300 m.
- nocna - z korpusem malowanym na biało. W miejsce ładunku sygnalizacyjnego miała pojemnik ze środkiem błyskowym
- szturmowa (J.Fi) - od wersji dziennej różniła się silniej zagiętymi skrzydełkami statecznika dzięki czemu mogła być zrzucana z wysokości 150 m.

Bomby odłamkowe 12,5 kg PuW były używane podczas polsko-bolszewickiej przez jednostki Lotnictwa Wojskowego wyposażone w samoloty niemieckie. W 1932 roku 4800 bomb tego typu wycofano z uzbrojenia i po rozbrojeniu przerobiono na bomby ćwiczebne.